# Uranophora iridis
Uranophora iridis är en fjärilsart som beskrevs av George Francis Hampson 1898. Uranophora iridis ingår i släktet Uranophora och familjen björnspinnare. Inga underarter finns listade i Catalogue of Life.